# Фальконара-Альбанезе
Фальконара-Альбанезе (італ. Falconara Albanese, сиц. Farcunara) — муніципалітет в Італії, у регіоні Калабрія,  провінція Козенца.
Фальконара-Альбанезе розташована на відстані близько 420 км на південний схід від Рима, 65 км на північний захід від Катандзаро, 15 км на захід від Козенци.
Населення — 1435 осіб (2014).
Щорічний фестиваль відбувається 9 вересня. Покровитель — святий Архангел Михаїл.

## Демографія
Населення за роками:

Станом на 1 січня 2023 року в муніципалітеті офіційно проживало 26 іноземців з 11 країн, серед них 11 громадян країн Євросоюзу та 2 громадяни України.

## Сусідні муніципалітети
- Черизано
- Фьюмефреддо-Бруціо
- Марано-Принчипато
- Сан-Лучидо